# Nikolaus Ritter von Endres
Nikolaus Ritter von Endres (1862–1938) was een Beiers militair en aristocraat. Hij bracht het tot de hoge rang van een luitenant-generaal. Op 24 augustus 1917 werd hij door de Duitse keizer gedecoreerd met de Orde van de Rode Adelaar IIe Klasse met de Zwaarden. Hij droeg al voor het uitbreken van de Eerste Wereldoorlog de IIIe Klasse met de Zwaarden.

## Militaire loopbaan
- General der Infanterie: 31 december 1919[1]
- Generalleutnant: 19 mei 1915[1]
- Generalmajor: 21 januari 1913[1]
- Oberst: 7 maart 1910[1]
- Oberstleutnant: 11 september 1907[1]
- Major: 21 september 1902 - 21 september 1904[1]
- Hauptmann: 20 november 1897[1]
- Oberleutnant 13 juni 1892[1]
- Leutnant: 22 december 1883[1]
- Fährich: 18 mei 1882

## Decoraties
- Ridderkruis in de Orde van Verdienste van de Beierse Kroon
- Erekruis in de Huisridderorde van de Heilige Michaël
- IJzeren Kruis 1914, 1e klasse
- IJzeren Kruis 1914, 2e klasse
- Pour le Mérite op 17 april 1918[1]
  - Eikenloof bij zijn Pour le Mérite op 4 augustus 1918[1]
- Orde van de Rode Adelaar, 2e klasse met Zwaarden
- Orde van de Rode Adelaar, 3e klasse met Zwaarden
- Ridderkruis in de Militaire Max Joseph-Orde op 8 mei 1917[1]
- Commandeur in de Militaire Max Joseph-Orde op 11 augustus 1918[1]
- Orde van Militaire Verdienste (Beieren), 2e klasse met Kroon en Zwaarden op 28 september 1918
- Erekruis in de Kroonorde (Württemberg)
- Ridderkruis in de Orde van de Leeuw van Zähringen met Eikenloof
- Erekruis van het gehele Vorstelijke Huis van Lippe, 2e klasse